# 쑹베이구

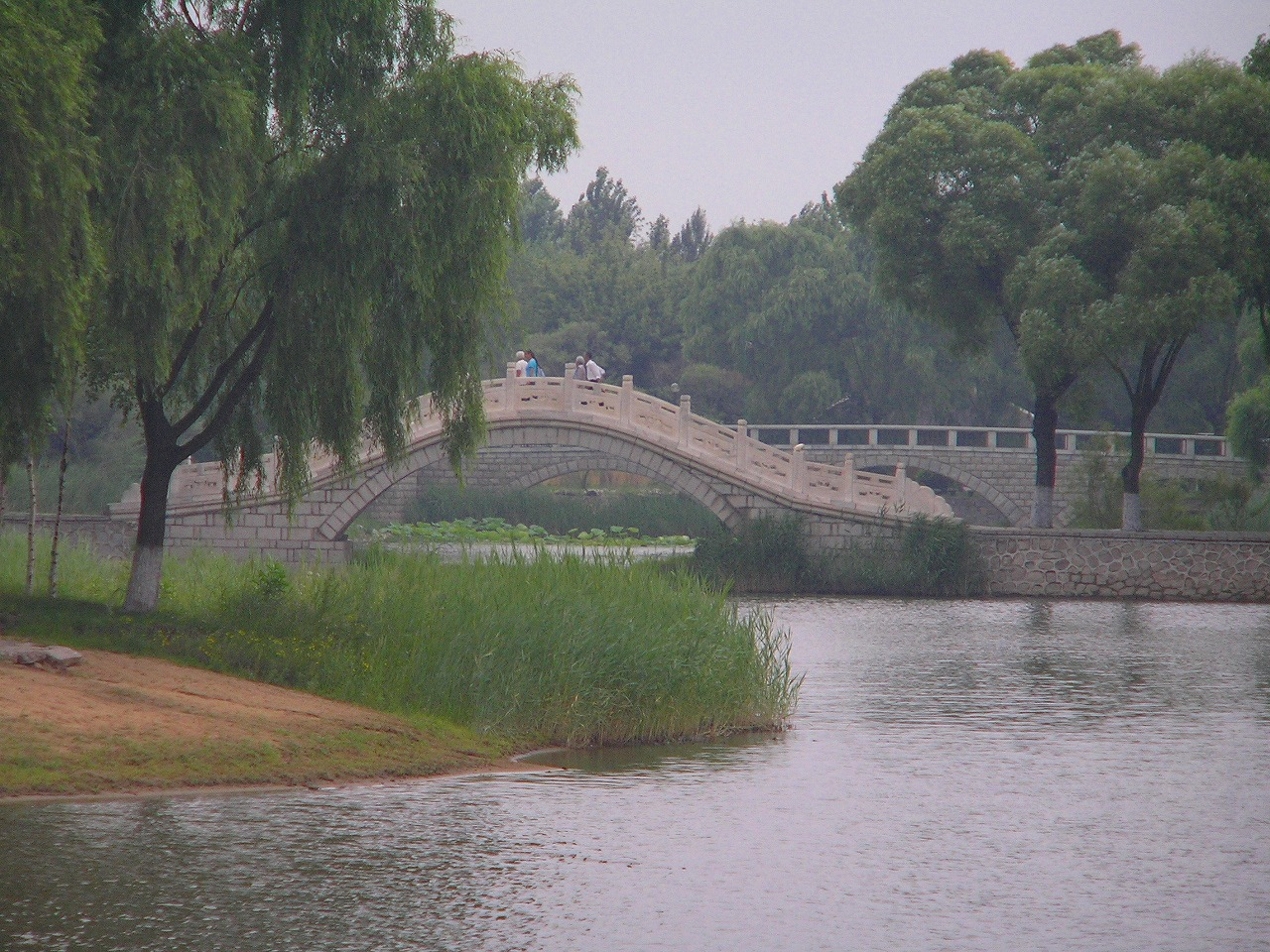

쑹베이구(한국어: 송북구, 중국어: 松北区, 병음: Sōngběi Qū)는 중화인민공화국 헤이룽장성 하얼빈시의 행정구역이다. 넓이는 736.3km2이고, 인구는 2007년 기준으로 200,000명이다.

## 행정 구역
5개 가도, 2개 진을 관할한다.
- 가도: 松北街道, 松浦街道, 万宝街道, 太阳岛街道, 三电街道.
- 진: 乐业镇，对青山镇.